# 極端紫外線

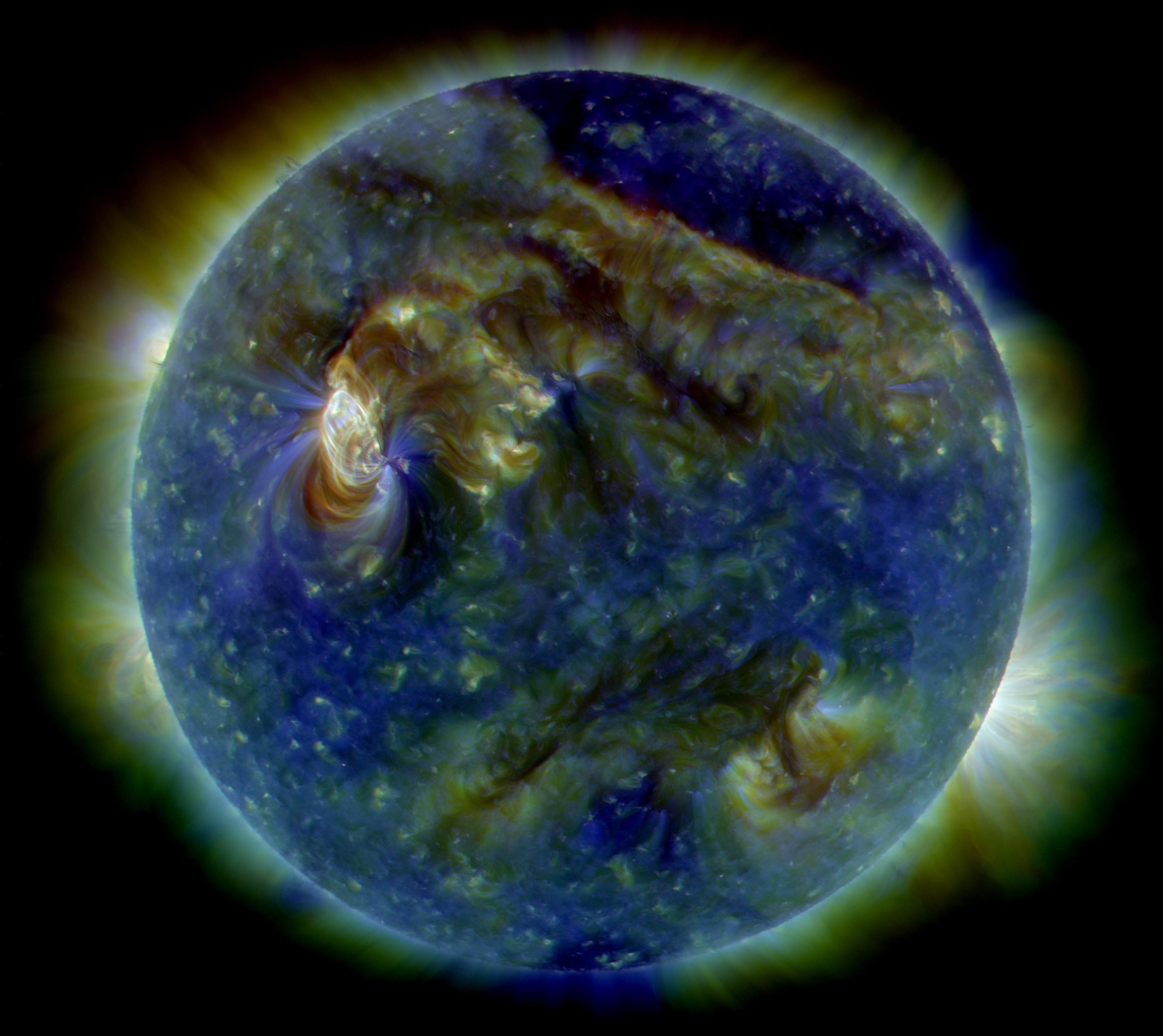
太陽観測衛星が2010年8月1日に撮影した太陽の極端紫外線合成画像(赤：21.1nm、緑：19.3nm、青：17.1nm)。

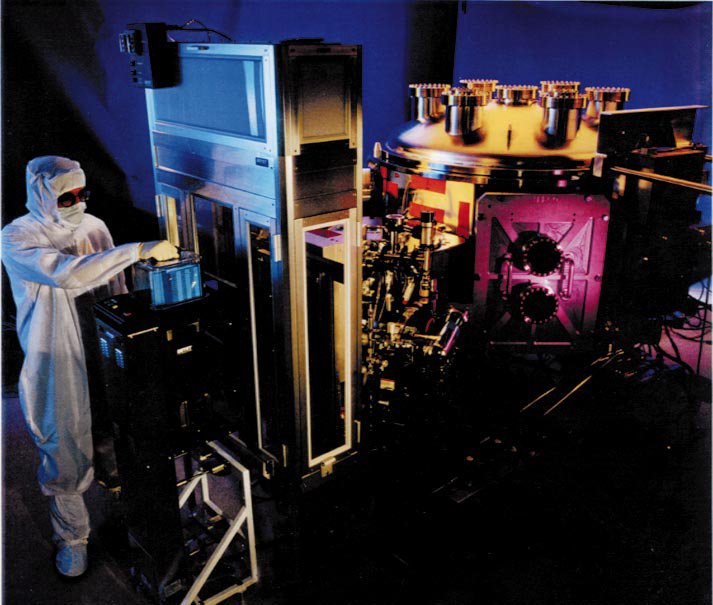
13.5nmの極端紫外線は、半導体製造プロセス中の露光に商業使用されている。画像は初期の実験用ツールである。

極端紫外線/極短紫外線（きょくたんしがいせん）または極紫外線（きょくしがいせん）（英: Extreme UltraViolet radiation; EUV, XUV）は、波長121nmの水素ライマンα線より短く10nmのX線領域までに亘る波長のスペクトルの電磁放射線である。プランク・アインシュタイン関係式により、EUV光子は10.26eVからX線エネルギー相当の124.24eVまでのエネルギーを持つ。EUVは太陽コロナによって自然に発生する他、プラズマ、高次高調波発生源、シンクロトロン光源によって人工的に発生する。EUVよりひとつ長波長側の領域であるUVCは100nmまでとされており、これら波長範囲には重複がある。
極端紫外線の主な用途は、光電子分光、太陽イメージング、半導体製造工程（露光）である。大気中では、EUVは電磁スペクトルの中で最も吸収率の高い成分であり、透過には高真空が必要である。

## EUVの生成
中性原子や凝縮系は、EUV放射の放出に充分な強度のエネルギー遷移をしない。まずイオン化が必須であり、EUV光は、多価の正イオンに結合した電子によってのみ放出される。例えば、3価の炭素正イオン（既に3個の電子が取り除かれている）から更に電子を取り除くには、約65eVが必要である。このような電子は、典型的な価電子よりも強固に結合している。多価正イオンは、高温高密度のプラズマ内でのみ存在可能である。他には、超高次高調波レーザービームの強力な電場によって、自由電子とイオンが一時的かつ瞬時に生成される。電子は親イオンに戻る際に加速され、EUVに相当する強度の（入射エネルギーより低い）高エネルギー光子を放出する。放出された光子が電離放射線であれば、高調波発生媒体の原子をも電離させ、高次高調波発生源を枯渇させる。EUV光の電場は電子を高次高調波まで駆動するほど強くないので解放された電子は逃げ出し、一方、親イオンは、元々中性であった原子ほど容易に電離しなくなる。従って、EUV光の発生と吸収（イオン化）のプロセスは、互いに強く競合している。
しかし2011年、Shambhu Ghimireらは酸化亜鉛のバルク結晶において初めて高次高調波発生を観測した。これは、固体状態における高次高調波発生の可能性とメカニズムを調べる上で興味深いものである。EUVは、二酸化ケイ素やサファイアから放射される。

### 直接調整可能なEUVの生成
EUV光は、シンクロトロンを周回する自由電子からも放出される。
連続的に調整可能な狭帯域EUV光は、クリプトンと水素のガスセル内の四光波混合によって、波長110nmまで発生させることができる。窓のないガス・チェンバーでは、固定四光波混合が75nmまで確認されている。

## 物質のEUV吸収
EUV光子が吸収されると、X線や電子ビームが物質に吸収されたときと同じように、イオン化によって光電子と二次電子が発生する。
EUV放射に対する物質の応答は、以下の式で理解される： 
吸収のポイント：
　EUV光子エネルギー = 92 eV = 電子結合エネルギー + 光電子初期運動エネルギー
光電子の平均自由行程（1～2nm）の3倍以内：
　光電子運動エネルギーの減少 ＝ イオン化ポテンシャル ＋ 二次電子運動エネルギー； 
二次電子の平均自由行程（～30 nm）の3倍以内：
1. 二次電子の運動エネルギーの減少 ＝ イオン化ポテンシャル ＋ 三次電子の運動エネルギー
2. mN世代電子[訳語疑問点]は、加熱（フォノン発生）によってイオン化とは別に減速する
3. 最終世代電子の運動エネルギー～0 eV => 解離性電子の付着 + 熱 ここでイオン化ポテンシャルは通常有機物で7～9 eV、金属で4～5 eVである。

光電子はその後、衝突電離の過程により二次電子を放出する。ときにオージェ遷移も可能であり、1個の光子の吸収で2個の電子が放出されることもある。
厳密に言えば、光電子、オージェ電子、二次電子はすべて、電荷の中性を保つために正電荷を帯びた正孔（近くの分子から電子を引き抜いて中和できるイオン）を伴っている。電子正孔対はしばしば励起子と呼ばれる。高エネルギーの電子の場合、電子と正孔の分離は非常に大きく、結合エネルギーはそれに応じて低くなるが、低エネルギーでは、電子と正孔は互いに接近できる。励起子自身はかなり大きな距離（10nm以上）を拡散する。その名の通り、励起子は励起状態である。電子と正孔が再結合して励起子が消滅して初めて、安定した化学反応生成物が形成される。
光子の吸収深度は電子の脱出深度を超えるため、放出された電子は最終的に減速し、最終的に熱としてエネルギーを放散する。EUV波長は、対応する光子エネルギーが全ての材料のバンドギャップを超えるため、長波長よりも遥かに強く吸収される。その結果、その加熱効率は著しく高くなり、誘電体材料における熱アブレーションの閾値が低くなる。

### 太陽の極小期・極大期
EUVの特定の波長は、太陽の極小期と極大期の間で50倍も変化し、成層圏の温暖化やオゾン生成に寄与する可能性がある。これらは、短期・長期の太陽サイクルにおいて、大気循環や気候パターンに影響を与える可能性がある。

## EUVによる損傷
他の電離放射線と同様に、EUV並びにEUV放射線によって直接・間接的に放出される電子は、デバイスを損傷させる原因となる。損傷は、酸化物の脱離やトラップされた電荷によるイオン化によって生じる可能性がある。損傷は、マルター効果による不定な正電荷によっても生じる可能性がある。正味の正電荷を中和するために自由電子が戻れない場合、正イオンの脱離が中性を回復する唯一の方法となる。しかし、脱離は本質的に露光中に表面が劣化することを意味し、さらに脱離した原子は露光された光学部品を汚染する。EUVの損傷は、極端紫外線撮像望遠鏡（EIT）のCCD放射エージングで既に記録されている。
放射線損傷は、プラズマ処理損傷の過程で研究されてきたよく知られた問題である。ウィスコンシン大学シンクロトロンでの最近の研究では、200nm以下の波長は測定可能な表面帯電が可能であることが示された。EUV放射は、露光の境界を数cm越えた所で正帯電を示し、VUV（真空紫外）放射は、露光の境界内で正帯電を示した。
ハンブルグ自由電子レーザー（Free electron LASer in Hamburg; FLASH）のEUVフェムト秒パルスを用いた研究では、熱溶融による損傷閾値は100mJ/cm2以下であることが示された。
初期の研究では、“ソフトな”電離放射線によって生成された電子は、依然として表面下〜100nmを透過し、加熱を齎すことが示された。